# Artere helicine ale clitorisului

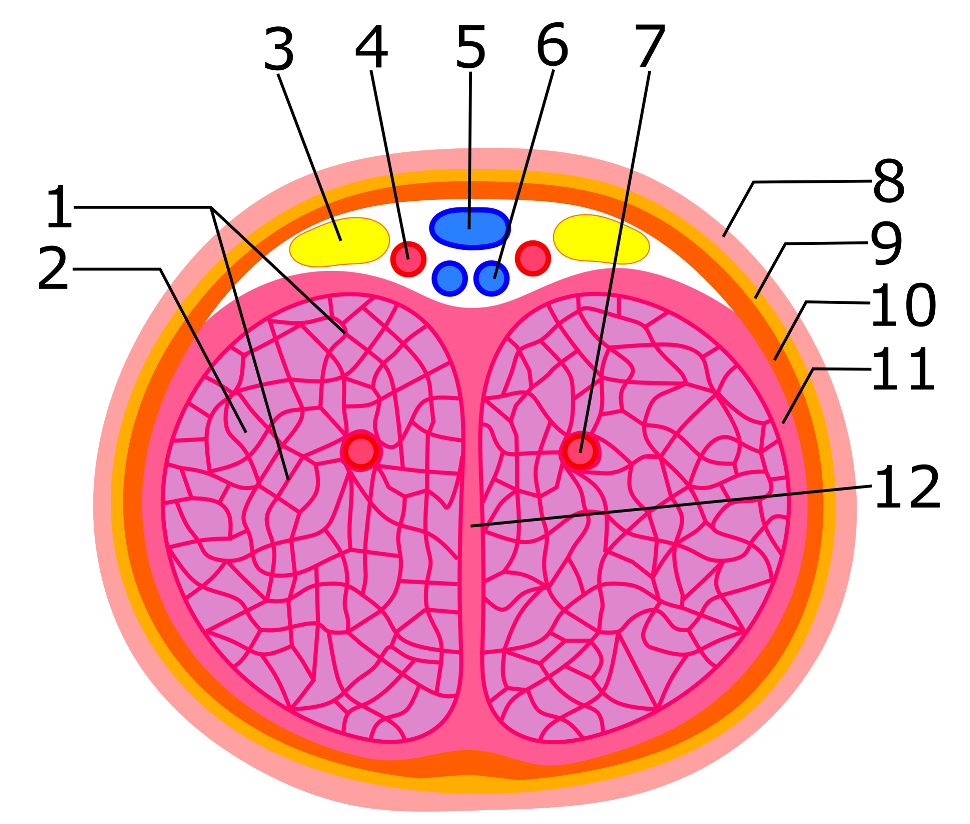
Secțiune transversală prin corpul clitorisului:1 - Trabeculele corpului cavernos;
2 - Cavernă (lacună);
3 - Nerv dorsal al clitorisului;
4 - Arteră dorsală a clitorisului;
5 - Vena dorsală superficială;
6 - Vena dorsală profundă;
7 - Arteră profundă a clitorisului;
8 - Piele;
9 - Țesut subcutanat;
10 - Fascia clitorisului;
11 - Tunica albuginea;
12 - Septul median al corpului clitorisului.

Arterele helicine clitoridiene sunt ramificații ale arterei cavernoase, care se distribuie radiar pe toată lungimea corpilor cavernoși. Pereții arterelor helicine sunt formați din fibre musculare netede longitudinale alcătuite din fascicule elicoidale (de unde provine și denumirea). La rândul lor, arterele helicine se ramifică în vase capilare care vascularizează structurile trabeculare ale țesutului erectil, fiind responsabil de acumularea sângelui în spațiilor cavernoase. În timpul excitației, arterele helicine își mărească diametrul, facilitând fluxul sanguin și umplerea cavernelor, fără a-i permite scurgerea prin vene.
Tumescența clitoridiană este reglată de sistemul nervos parasimpatic care determină vasodilatația arterelor cavernoase și helicine cu închiderea șunturilor arterio-venoase, rezultând umflarea și erecția (instalarea rigidității) clitorisului.

## Omologie
Conform structurii și funcției, arterele helicine ele clitorisului prezintă similarități cu arterele helicine peniene.